# Bleicherode–Stadtrodaer Scholle

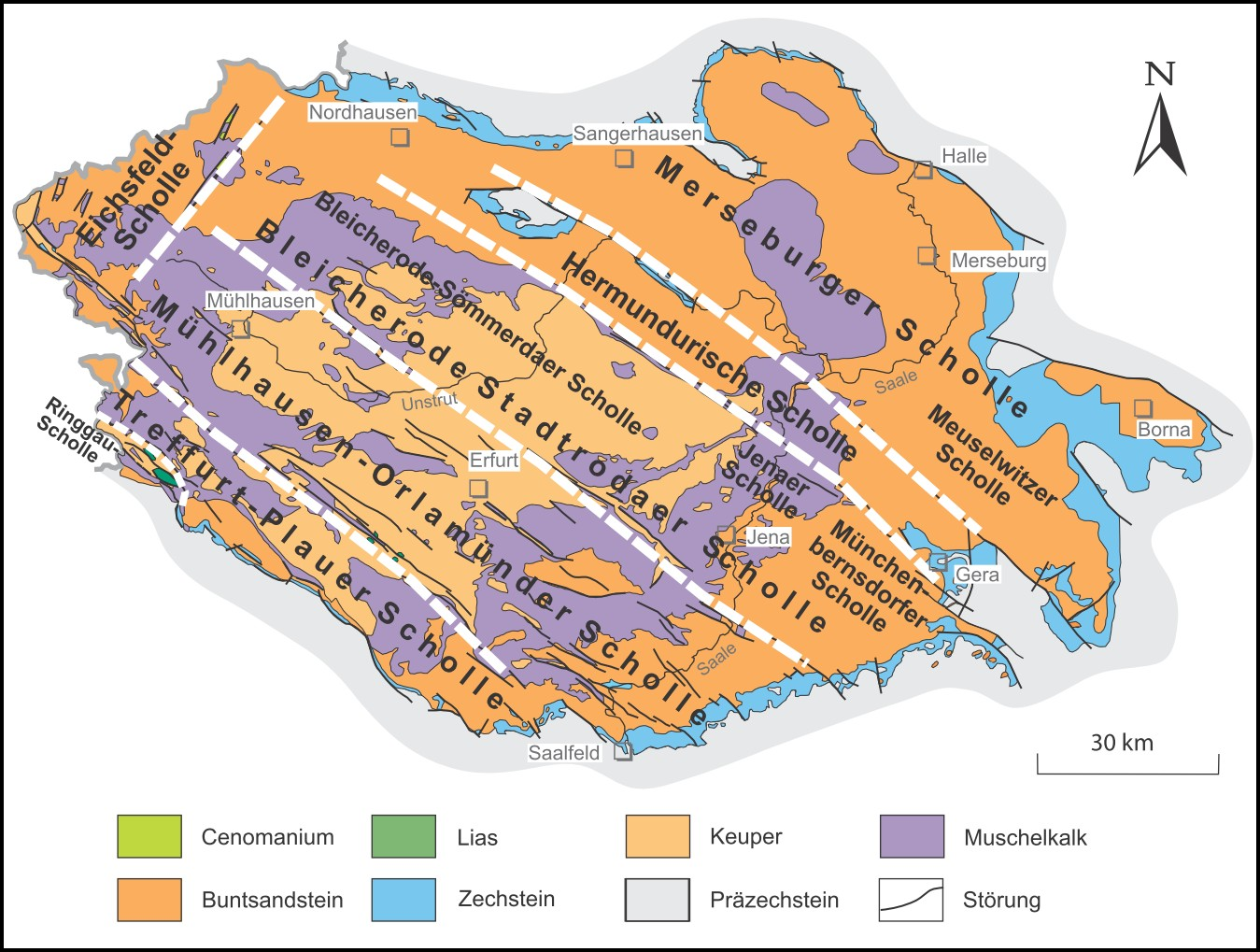
Die Bleicherode–Stadtrodaer Scholle nordöstlich des Zentrums des Thüringer Beckens

Die Bleicherode–Stadtrodaer Scholle ist die ganz in Thüringen gelegene, nordöstlich zentrale der vier hercynischen, d. h. von Nordwest nach Südost verlaufenden Hauptschollen im Bereich des Thüringer Beckens und seiner Randplatten.
Ihr etwa zwei Drittel der Gesamtfläche einnehmender Nordwestteil Bleicherode–Sömmerdaer Scholle zieht sich vom Zentrum des Ohmgebirges über dessen Südost-Ausläufer Bleicheröder Bergen bei Bleicherode (beide Muschelkalk) und die südwestliche Abdachung beider im Südosten des Unteren Eichsfeld (Buntsandstein) in den Muschelkalk höherer Lagen des zentralen und östlichen Dün und der Hainleite und schließlich zum Keuper des Thüringer Beckens bei Sömmerda, um jenseits des Muschelkalk-Höhenzugs Ettersberg auf die im Keuper liegende Apoldaer Störungszone bei Apolda zu treffen.
Die sich nunmehr südöstlich anschließenden Teilschollen sind in sich relativ homogen:
Die Jenaer Scholle um Jena stellt den nordöstlichsten Teil der Ilm-Saale-Platte (Muschelkalk) dar, die hier an der Wöllmisse, am Hufeisen und am Tautenburger Wald die Saale übertritt; jenseits  der Stadtrodaer Störungszone bei Stadtroda folgt schließlich die Münchenbernsdorfer Scholle um Münchenbernsdorf, die den Nordost-Teil der Saale-Elster-Sandsteinplatte darstellt und bei Weida schließlich ans Ostthüringer Schiefergebirge stößt.

## Begrenzungen
Nach Südwesten wird die Bleicherode–Stadtrodaer Scholle durch die Schlotheim–Leuchtenburg-Störungszone begrenzt, jenseits der sich die Mühlhausen–Orlamünder Scholle des südwestlichen Thüringer Beckens anschließt; nordwestlich grenzt sie an die Ohmgebirgs-Grabenzone, die sie von der Eichsfeld-Scholle trennt. Nach Nordosten grenzt sie an die Finne-Störungszone, jenseits der sich die das Thüringer Becken abriegelnde Hermundurische Scholle anschließt.